# Rue de la Perle
Rue de la Perle är en gata i Quartier des Archives i Paris tredje arrondissement. Rue de la Perle börjar vid Place de Thorigny 1 och Rue de Thorigny 1 och slutar vid Rue Vieille-du-Temple 78.
Enligt en teori syftar gatans namn på en skylt vid en tidigare jeu de paume-anläggning. Enligt en annan teori är gatan uppkallad efter en tidigare spelhåla med namnet À la Perle des Tripots.

## Omgivningar
- Saint-Denys-du-Saint-Sacrement
- Hôtel Libéral Bruant
- Jardin Perle-Thorigny
- Place de Thorigny

## Bilder
| - Gatuskylt. - Gatuskylt och en reproduktion av målningen Flicka med pärlörhänge av Johannes Vermeer. - Saint-Denys-du-Saint-Sacrement. |

## Kommunikationer
- Tunnelbana – linje  – Saint-Paul
- Busshållplats Rue Vieille-du-Temple – Paris bussnät

### Webbkällor
- ”Rue de la Perle”. Mairie de Paris. https://web.archive.org/web/20160303203149/http://www.v2asp.paris.fr/commun/v2asp/v2/nomenclature_voies/Voieactu/7224.nom.htm. Läst 17 oktober 2023.
- ”Rue de la Perle (3ème arrondissement)”. Les rues de Paris. https://web.archive.org/web/20190929081811/http://www.parisrues.com/rues03/paris-03-rue-de-la-perle.html. Läst 17 oktober 2023.